# Менцель Владислав Михайлович
Владислав Михайлович Менцель (? — ?) — підприємець Наддніпрянської України в галузі виробництва сільськогосподарських знарядь та машин.

## Біографія
Походив з міщанської родини. Здобув технічну освіту. Як інженер деякий час стажувався в Німеччині. Після повернення в Україну працював на машинобудівних заводах Київської, Волинської та Подільської губерній. Врешті-решт осів у місті Біла Церква, де почав орендувати завод графа В. Браницького. Повів справу настільки вдало, що незабаром цей завод став одним з найбільших виробничих осередків цього профілю в Україні, а в народі його стали називати «заводом Менцеля». Тут було налагоджено випуск високоякісної землеробської техніки, молотарок, жниварок, що мали широкий попит. Підприємницький досвід Менцеля був настільки значущим, що й за радянських часів підприємство на базі виробничих потужностей колишнього заводу Менцеля стало флагманом місцевої соціалістичної індустрії.